# Scatophila contaminata
Scatophila contaminata – gatunek muchówki z rodziny wodarkowatych i podrodziny Ephydrinae.
Gatunek ten opisany został w 1844 roku przez Christiana Stenhammara jako Ephydra contaminata.
Muchówka o ciele długości około 1,5 mm. Głowę ma z jedną parą szczecinek orbitalnych i niewklęsłą twarzą. Tułów charakteryzuje brak dużych szczecinek śródplecowych przed szwem poprzecznym oraz dwa rodzaje kropek białej barwy na śródpleczu. Użyłkowanie skrzydła cechuje żyłka kostalna dochodząca tylko do żyłki radialnej R4+5. Ubarwienie przezmianek jest czarne. Odwłok jest błyszczący, nieporośnięty.
Owad znany z Belgii, Niemiec, Szwecji, Finlandii, Polski, Czech i Węgier.